# Грб Хордаланда
Грб Хордаланда је званични симбол норвешког округа Хордаланда. Грб је званично одобрен краљевском резолуцијом од 1. децембра 1961. године.

## Опис грба
Грб Хордаланда је представљен са две укрштене златне секире и златном круном на црвеном пољу. Грб је изведен из старог печата еснафа Светог Олафа из Онархејма у општини Тиснес. Овај печат је коришћен од стране делегата Сунхордланда 1344. године на документу који је достављен краљу Хакону Магнусону. Тако, да је ово најстарији познати симбол који се користио за регион, с тим да је додатно стилизован 1961. године приликом усвајања. 
Симбол се односи на свеца заштитника братства/племена краља Норвешке, Светог Олафа, чији је симбол секира.